# Martin Merz

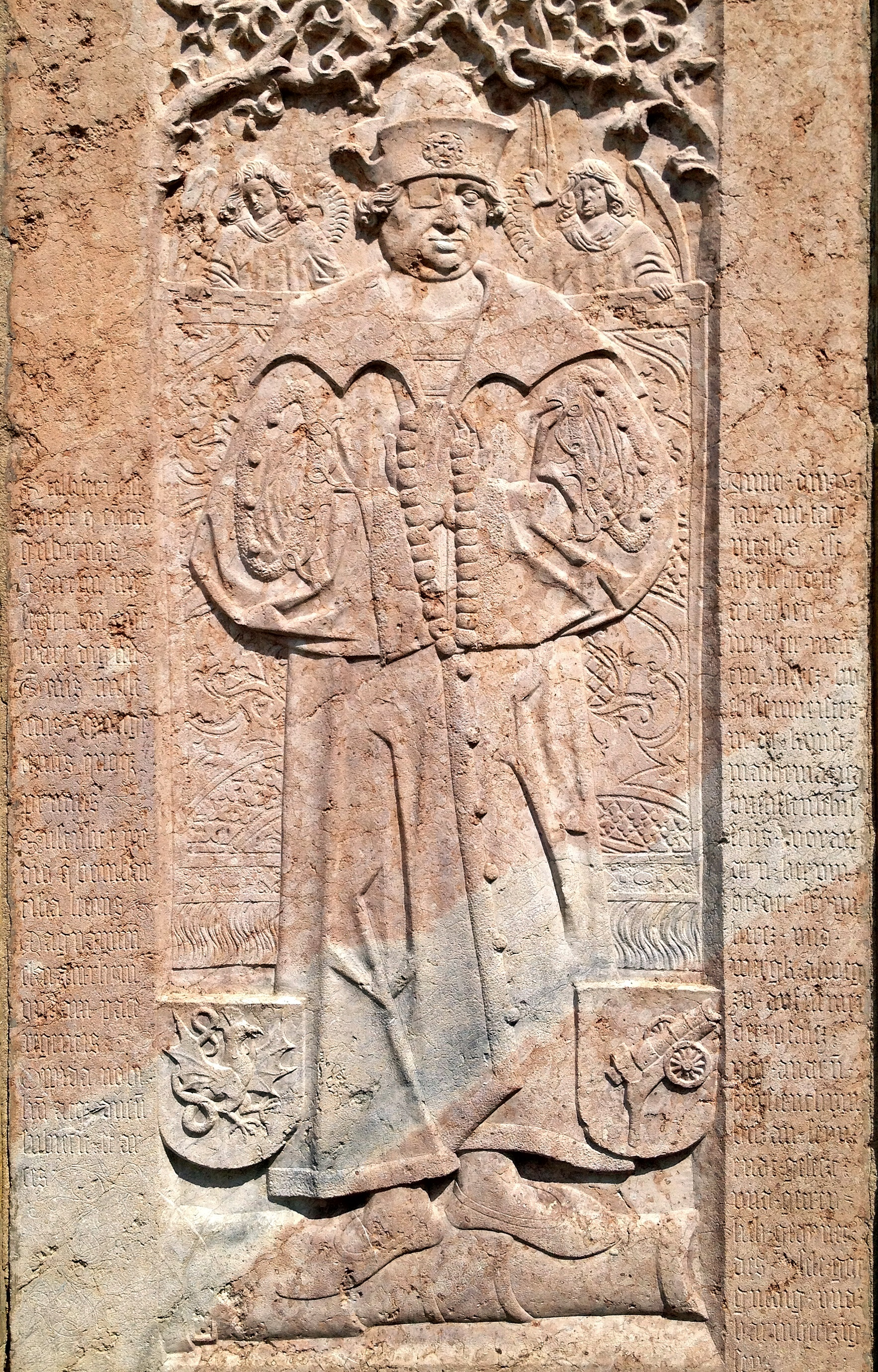
Epitaph für Martin Merz an der Südaußenwand der Basilika St. Martin in Amberg

Martin Merz (auch Mercz oder Mertz; * um 1425 in Vilseck; † 28. April 1501 in Amberg) war Büchsenmeister und Artillerie-Ballistiker in kurpfälzischen Diensten.

## Leben
Er wurde vermutlich als Sohn des Türmers und Rechenmeisters Mertz in Vilseck geboren, der von 1438 bis 1458 die Türmerstelle auf dem Amberger Martinsturm innehatte.
Martin besuchte die Lateinschule in Amberg und absolvierte seine Lehre bei einem dortigen Glocken- und Geschützgießer. Später beschäftigte er sich mit dem praktischen Umgang von Feuerwaffen und avancierte zum Geschützmeister.
Martin Merz trat um 1460 als Büchsen- und Geschützmeister in die Dienste von Kurfürst Friedrich I. von der Pfalz. In der Mainzer Stiftsfehde 1461/1462 bewies er sein Können; 1469 wurde er der oberste Geschützmeister der Kurpfalz. Im Feldzug 1470/1472 schoss er Schriesheim mit der Strahlenburg, Armsheim, Wachenheim an der Weinstraße mit der Wachtenburg, Hockenheim, Nieder-Olm, Lambsheim, Ruppertsecken und Dürkheim sturmreif.
Nach dem Tod Friedrichs I. im Jahr 1476 blieb Merz in den Diensten des Nachfolgers Kurfürst Philipp. 1486 nahm er unter ihm an der Belagerung von Burg Hohengeroldseck teil und leitete dessen sechs Wochen andauernden Beschuss. Seine dabei eingesetzten Kanonen hießen u. a. Ballauf, Neidhart, Pfalz, Baslerin, Löw und Narr. Neben seiner Beteiligung an Feldzügen und Belagerungen bildete Merz Geschützmeister aus und vervollkommnete Handfeuerwaffen mit Pulverpfannendeckel und Luntenschloss. Außerdem verstand er sich auf das Gießen von Geschützrohren. Die Lagerung des Geschützrohres auf einer Lafette soll seine Erfindung sein.
Merz verfasste eine aufwändig illustrierte Schrift zur Kunst aus Büchsen zu schießen (um 1473/um 1480).
Martin Merz war in Amberg zweimal verheiratet, hatte aber anscheinend keine Kinder. Bemerkenswert ist sein Epitaph aus von weither geholtem wertvollem Rotmarmor an der Mauer der Pfarrkirche St. Martin, unweit seines damals in der Schiffgasse gelegenen Hauses. Der Stein zeigt ihn in flachem Relief, mit Augenklappe, Rosenkranz und verzierter Kleidung, auf einem Kanonenrohr stehend. Basilisk und eine Geschützlafette bilden die Wappen zu seinen Füssen. Die Grabschrift beschreibt ihn als „in der kunst mathematica buchssenschissens“ berühmten Büchsenmeister.

## Werke
- Feuerwerksbuch (um 1473 / um 1480), BSB Cgm 599. Volldigitalisat. BSB.